# Lécluse
Lécluse är en kommun i departementet Nord i regionen Hauts-de-France i norra Frankrike. Kommunen ligger i kantonen Arleux som tillhör arrondissementet Douai. År 2022 hade Lécluse 1 355 invånare.

## Befolkningsutveckling
Antalet invånare i kommunen Lécluse
| Referens: INSEE |